# Bell 47
Bell 47 — американський легкий багатоцільовий гелікоптер, перший сертифікований для цивільного використання. Широко застосовується для виконання різноманітних цивільних завдань.

## Історія
Перші моделі виготовлялись з відкритою пілотською кабіною та лижами. З 1953 у виробництві модель 47G, яка відрізняється.
Під час серії встановлювались двигуни Franklin або Lycoming потужністю від 200 до 350 к.с. Місткість — від двох (47 та G-5A) до чотирьох (J та KH-4).

## Технічні характеристики (Bell 47G-3B)
- Екіпаж: 1 або 2
- Довжина: 9.63 м
- Діаметр ротора: 11.32 м
- Висота: 2.83 м
- Вага пустого: 858 кг
- Максимальне навантаження: 482 кг
- Максимальна злітна маса: 1340 кг
- Двигун: 1 × Lycoming TVO-435-F1A, 280 к.с.
- Швидкість: 169 км/год
- Крейсерська швидкість: 135 км/год
- Дальність польоту: 395 км

## Ліцензійне виробництво
- Японія: фірмою Kawasaki як KH-4.
- Італія: фірмою Augusta
- Велика Британія: фірмою Westland Aircraft

## Варіанти
- Bell 47: перша версія з двигуном Franklin (178 к.с.).
- Bell 47A: двигун Franklin O-335-1 (157 к.с.).
- Bell 47B
- Bell 47B-3: сільськогосподарська версія.
- Bell 47C
- Bell 47D
- Bell 47D-1
- Bell 47E: двигун Franklin 6V4-200-C32 (200 к.с.).
- Bell 47F
- Bell 47G
- Bell 47G-2: двигун Lycoming VO-435. Виготовлявся у Великій Британії як Westland Sioux.
- Bell 47G-2A
- Bell 47G-2A-1
- Bell 47G-3: двигун Franklin 6VS-335-A.
- Bell 47G-3B: двигун Avco Lycoming TVO-435.
- Bell 47G-4: двигун Avco Lycoming VO-540 engine.
- Bell 47G-5
- Bell 47H-1
- Bell 47J Ranger: двигун vco Lycoming VO-435.
- Bell 47K: військовий навчальний варіант 47J.
- H-13 Sioux: військовий варіант
- Agusta Bell 47G: італійський варіант, виготовлявся з 1964
- Agusta A.115: варіант Bell 47J з двигуном Turbomeca Astazou II
- Meridionali/Agusta EMA 124
- Kawasaki KH-4
- Лев-1: український варіант з двигуном ГТД-350 (використовується на Мі-2)[1]

## Оператори
| - Аргентина - Австралія - Австрія - Бразилія - Канада - Чилі - Республіка Китай - Колумбія - Куба - Домініканська Республіка - Еквадор - Франція - Німеччина - Греція - Гватемала - Кенія — 1 Bell 47G на 2016 рік | - Ісландія - Індонезія - Індія - Ізраїль - Італія - Ямайка - Японія - Лівія - Мадагаскар - Малайзія - Мальта - Мексика - Нова Зеландія - Пакистан - Парагвай - Замбія — 5 Bell 47G станом на 2016 рік | - Перу - Філіппіни - Сенегал - Іспанія - Шрі-Ланка - Швеція - Таїланд - Туреччина - Танзанія — 2 Bell 47G/47G2 станом на 2016 рік - Велика Британія - Україна — 1 Лев-1 станом на 2016 рік - США - Уругвай - Венесуела - Югославія - Заїр |